# The Camera Fiend (film 1913)
The Camera Fiend è un cortometraggio muto del 1913 diretto da Frank Wilson.

## Trama
Un ragazzo si diverte a usare la macchina fotografica per immortalare la gente sorpresa in situazioni imbarazzanti.

## Produzione
Il film fu prodotto dalla Hepworth.

## Distribuzione
Distribuito dalla Hepworth, il film - un cortometraggio di 168 metri - uscì nelle sale cinematografiche britanniche nel settembre 1913.
Si conoscono pochi dati del film che, prodotto dalla Hepworth, fu distrutto nel 1924 dallo stesso produttore, Cecil M. Hepworth. Fallito, in gravissime difficoltà finanziarie, il produttore pensò in questo modo di poter almeno recuperare il nitrato d'argento della pellicola.